# Derde Ringweg (Moskou)

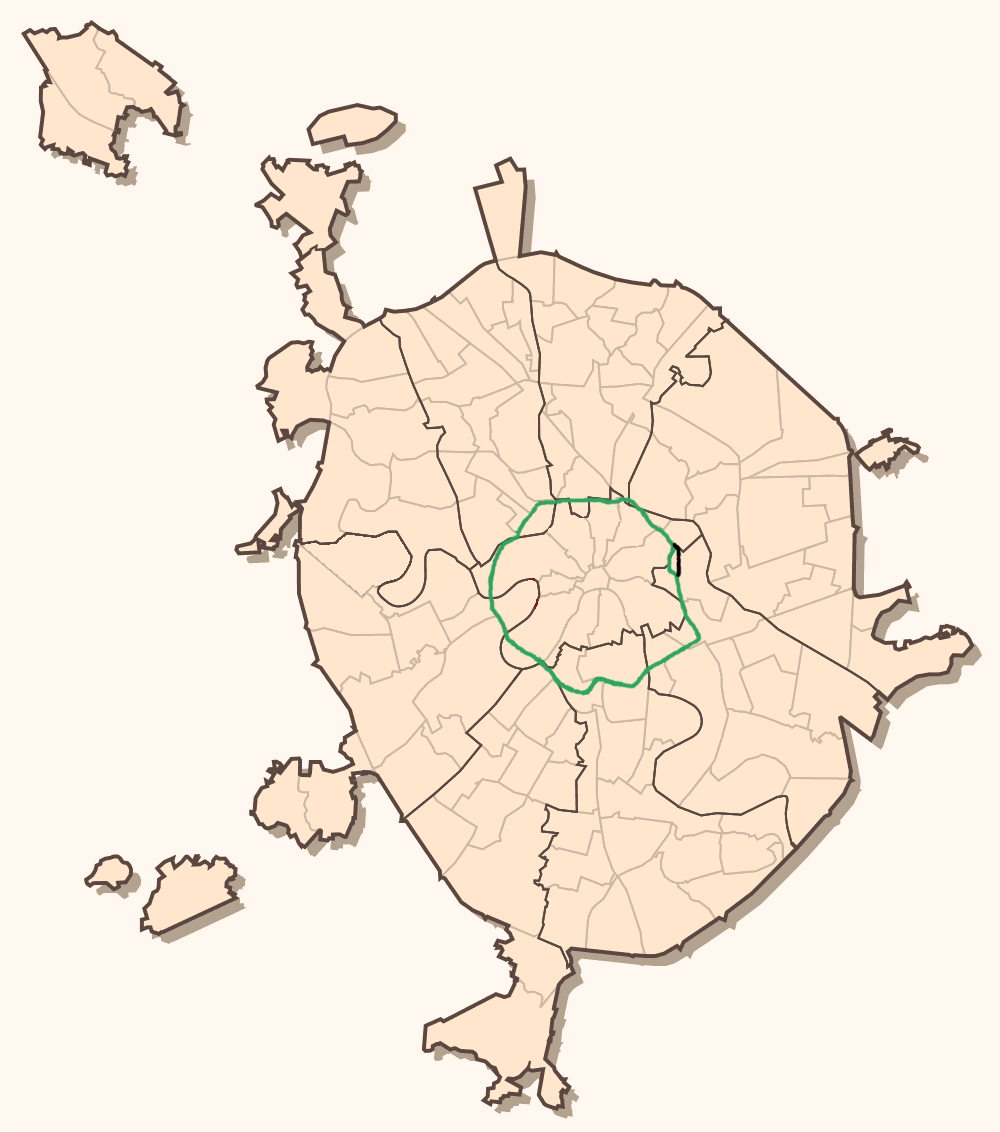
De ringweg op de kaart van Moskou

De Derde Ringweg (Russisch: Третье транспортное кольцо; Tretje transportnoje koltso, afgekort ТТК; TTK) of kortweg Derde Ring (Третье кольцо; Tretje koltso) is een ringweg van de Russische hoofdstad Moskou en bevindt zich tussen de Tuinring (sardovoje koltso) in het stadscentrum en de MKAD die tot de jaren 80 de grens vormde van de stad. De ringweg is 36 kilometer lang en heeft een diameter van 10 kilometer. 19 kilometer bestaat uit overgangen en bruggen en 5 kilometer wordt bezet door 3 tunnels. Op de meeste plaatsen is het een achtbaansweg, maar hier en daar zijn er meer rijstroken. De ringweg telt 17 aansluitingen en steekt 4 maal de rivier de Moskva over.
De eerste plannen voor de ringweg werden opgenomen in het Algemeen plan voor de herbouw van Moskou van 1935. In de jaren zestig en zeventig werden de eerste bruggen gebouwd. De aanleg van de ringweg zelf vond echter grotendeels plaats tussen 1999 en 2003. In 2003 werd de weg aaneengesloten met de voltooiing van de Lefortovotunnel, de op drie na langste stadstunnel van Europa. De Derde Ring is een van de hoofdwegen van Moskou en is vaak verstopt door files. Tussen de MKAD en de Derde Ring is een Vierde Ring gepland.
De Derde Ring kan bijvoorbeeld worden gebruikt als transportverbinding tussen de luchthaven Sjeremetjevo aan de ene zijde en de Vorobjovy Gory aan de andere zijde van de stad. De weg wordt ook veel gebruikt door Moskovieten die in de buitenwijken of satellietsteden van de stad wonen.

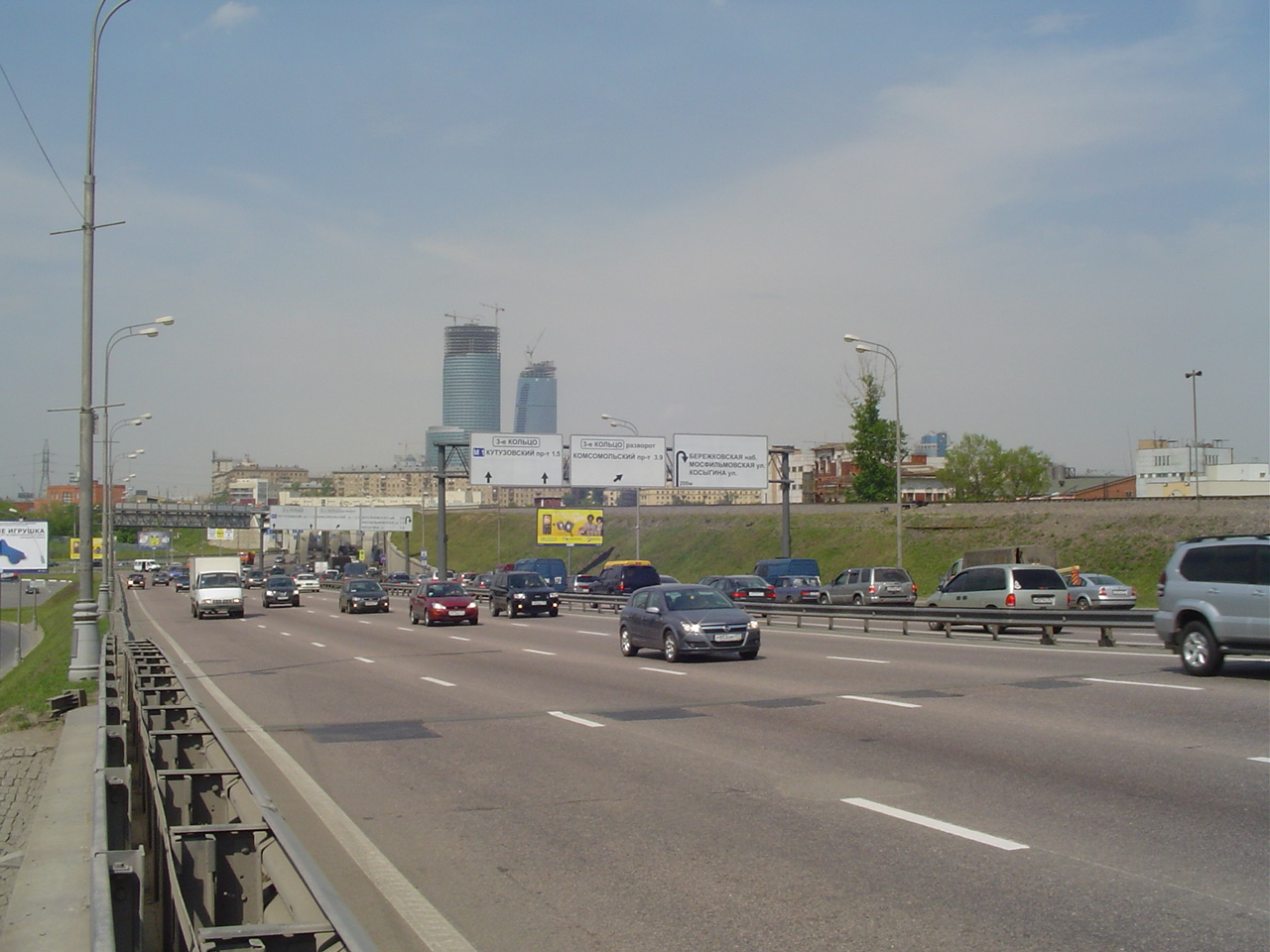
Gezicht op de weg nabij de Berezjkovy-kade
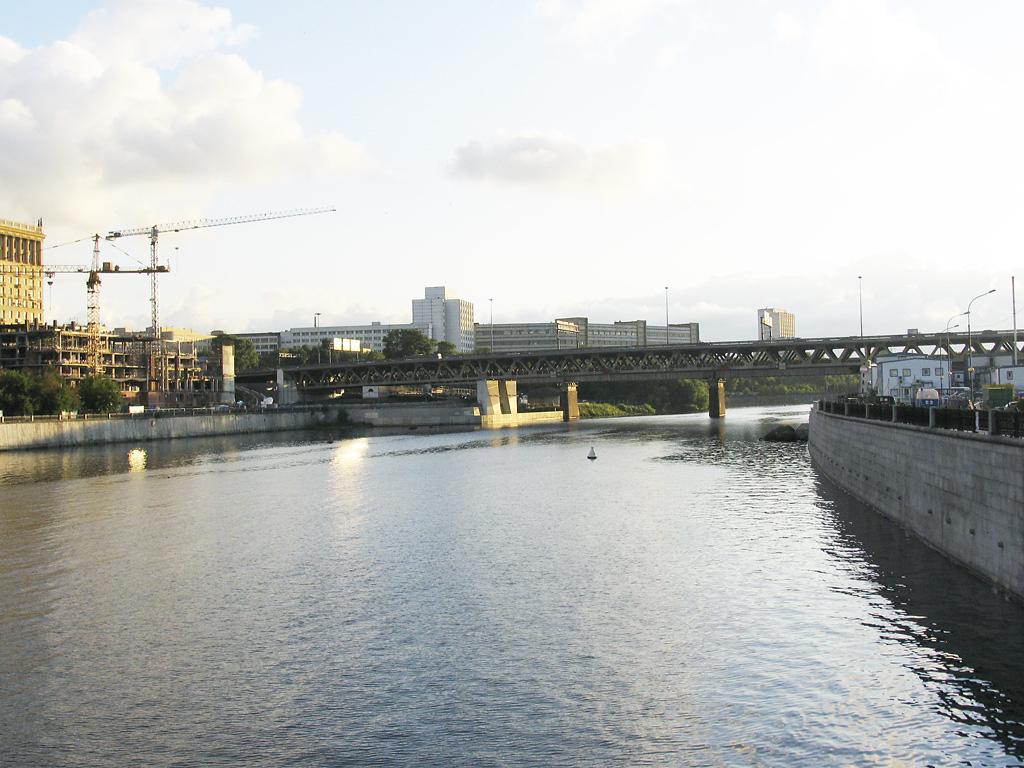
Een van de bruggen van de Derde Ring over de Moskva bij Moscow City
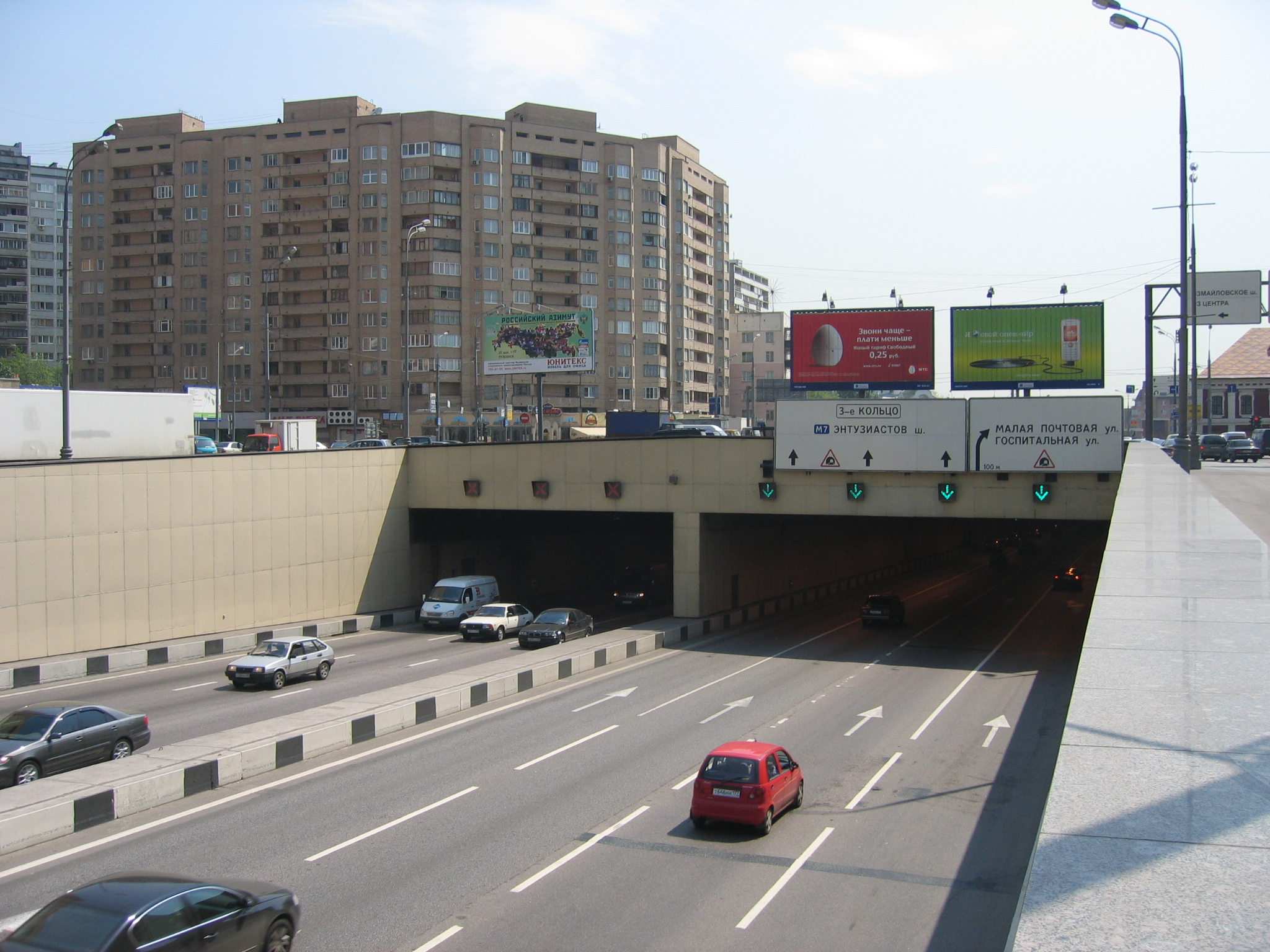
Noordelijke ingang van de Lefortovotunnel